# Euphorbia inaequilatera
Euphorbia inaequilatera är en törelväxtart som beskrevs av Otto Wilhelm Sonder. Euphorbia inaequilatera ingår i släktet törlar, och familjen törelväxter. Inga underarter finns listade i Catalogue of Life.